# Rugarura
Rugarura är ett vattendrag i Burundi.   Det ligger i provinsen Ngozi, i den norra delen av landet, 80 kilometer nordost om huvudstaden Bujumbura.
Omgivningarna runt Rugarura är en mosaik av jordbruksmark och naturlig växtlighet. Runt Rugarura är det tätbefolkat, med 570 invånare per kvadratkilometer.